# Phyllopharyngea
Phyllopharyngea es una clase de protistas del filo Ciliophora, incluyendo algunas especies extremadamente especializadas. Las células móviles típicamente tienen cilios restringidos a la superficie ventral o a parte de ella, presentando monocinétidas con una ultraestructura característica. En Chonotrichia y Suctoria, sin embargo, solamente las células recién formadas son móviles, pues los adultos son sésiles y han experimentado modificaciones considerables en forma y aspecto. Chonotrichia, encontrados principalmente en crustáceos, tienen forman de vaso, con los cilios restringidos a un embudo que conduce hacia la boca. En Suctoria, las formas maduras carecen completamente de cilios, por lo que inicialmente no fueron clasificados como ciliados.
La boca característica de los Phyllopharyngea está rodeada por cintas microtubulares (se denominan phyllae y dan el nombre a la clase). La subclase Phyllopharyngia presenta barras o nematodesmas similares a las encontradas en varias otras clases de ciliados y son en su mayor parte de vida libre. En otras subclases la boca se modifica para formar un tentáculo extensible, con extrusomas tóxicos en el extremo, y es especialmente característica en Suctoria. Los suctores se alimentan de otros ciliados y son únicos entre ellos por tener múltiples bocas en cada célula. También se encuentran en muchos Rhynchodida, que son, sobre todo, parásitos de bivalvos.

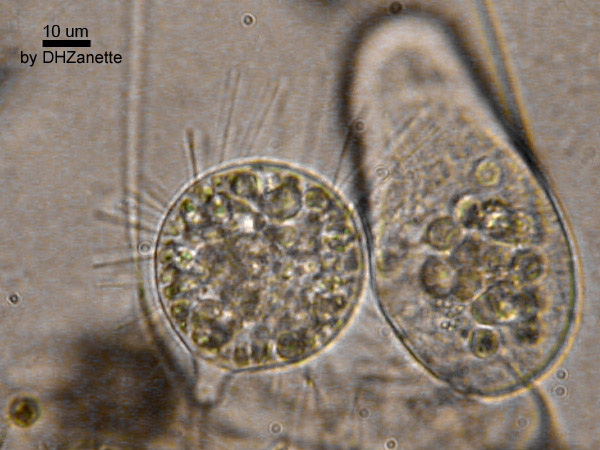
Suctoria (izquierda) atacando a un Colpidium.